# Nationaal Jeugdcongres
Het Nationaal Jeugdcongres is in Suriname een jaarlijks terugkerende bijeenkomst die wordt georganiseerd door het Nationaal Jeugdinstituut en Nationaal Jeugdparlement.
In aanloop naar het congres worden districtscongressen gehouden in alle tien districten van Suriname. Het nationale congres duurt meerdere dagen en wordt gewoonlijk tijdens de paasvakantie gehouden. Het congres heeft tot doel om jeugdparticipatie op bestuurlijk niveau te maximaliseren. Na afloop worden de resultaten in een nota aan de regering gepresenteerd.
Tijdens de congressen zijn jongeren tussen 12 en 25 jaar in de gelegenheid om vragen te stellen aan vertegenwoordigers van de zes ministeries die te maken hebben met jeugdbeleid. Dat zijn het ministerie van Sport- en Jeugdzaken, van Onderwijs, Wetenschap en Cultuur, van Arbeid, van Politie en Justitie, van Sociale Zaken en Volkshuisvesting en van Volksgezondheid. In 2016 waren een aantal ministers en vicepresident Ashwin Adhin aanwezig op het congres.
Het NJI is verantwoordelijk voor het toekennen van de financiële middelen voor de organisatie. Doordat de congreskosten niet waren opgenomen in de jaarlijkse begroting, ging het congres in de eerste tien jaar van zijn bestaan meerdere keren niet door.